# Fisker Karma
De Fisker Karma van Fisker Automotive is een van 's werelds eerste productie luxe plug-in hybride elektrische voertuigen. Hij debuteerde op de North American International Auto Show in 2008 en de eerste leveringen waren in 2011.